# Józef Brandt

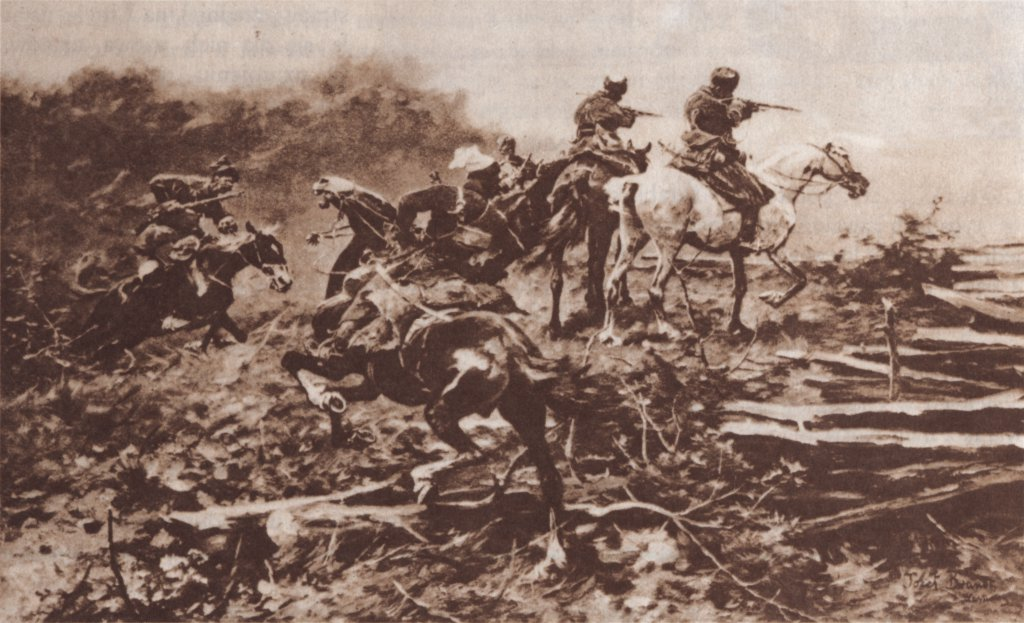
Under striden

Józef Brandt, född 11 februari 1841 i Szczebrzeszyn, död 12 juni 1915 i Radom, var en polsk målare.
Brandt började utbilda sig till ingenjör och besökte därför École Centrale Paris men snart ändrade han sig och blev målare. Han var elev av Franz Adam i München, där Brandt blev bosatt en tid. Brandt har med trohet i folktyper och kostym målat krigsscener ur Polens historia, bland annat Sobieskis angrepp på turkiska lägret vid Wien (1873; inköpt av österrikiske kejsaren), Rytteristrid mellan svenskar och polacker (galleriet i Stuttgart) och Strid med tatarerna (1878; nationalgalleriet i Berlin); dessutom smärre krigsmotiv och lantliga genretavlor, sådana som Kosacker i snöstorm (Düsseldorfs konsthall), Försvaret (München, Neue Pinakothek), Uppbrott till jakt (museet i Leipzig). Det råder i hans kompositioner livlig rörelse hos både människor och hästar.